# Forteresse de Wildenstein
La Forteresse de Wildenstein (Burg Wildenstein en allemand) a été la résidence des comtes de Zimmern, et est située près de Leibertingen, en Allemagne, au bord sud du Jura souabe. Elle situe près du Danube, à proximité de Sigmaringen.

## Littérature
- Chronique de Zimmern